# Canada Cup (voetbal) 1995
De Canada Cup 1995 was de 1e editie van de Canada Cup. Het toernooi werd gehouden van 22 tot en met 28 mei 1995. Er deden 3 landenteams aan dit toernooi mee. De winnaar van dit toernooi Chili. De andere deelnemers waren het gastland Canada en Noord-Ierland. Het toernooi werd gespeeld in het Commonwealth Stadium, een stadion in Edmonton in de Canadese provincie Alberta.

## Stadions
| Commonwealth Stadium − Edmonton |
| ------------------------------- |
| Capaciteit: 60.000              |

## Eindstand
| Pos | Land          | Wed | Win | Gel | Ver | DV | DT | +/− | Pnt |
| --- | ------------- | --- | --- | --- | --- | -- | -- | --- | --- |
| 1   | Chili         | 2   | 2   | 0   | 0   | 4  | 2  | +2  | 6   |
| 2   | Canada        | 2   | 1   | 0   | 1   | 3  | 2  | +1  | 3   |
| 3   | Noord-Ierland | 2   | 0   | 0   | 2   | 1  | 4  | −3  | 0   |

## Wedstrijden
|                                                  |                     |       |               |                                                                                      |
| 22 mei 1995 «onderlinge duels» 14:30 uur (UTC−6) | Canada              | 2 – 0 | Noord-Ierland | Commonwealth Stadium, Edmonton Toeschouwers: 12.112 Scheidsrechter: Brian Hall (USA) |
| 22 mei 1995 «onderlinge duels» 14:30 uur (UTC−6) | Peschisolido 9' 23' |       |               | Commonwealth Stadium, Edmonton Toeschouwers: 12.112 Scheidsrechter: Brian Hall (USA) |

|                                |                           |       |               |                                                                                       |
| 25 mei 1995 «onderlinge duels» | Chili                     | 2 – 1 | Noord-Ierland | Commonwealth Stadium, Edmonton Toeschouwers: 6.124 Scheidsrechter: Mike Seifert (CAN) |
| 25 mei 1995 «onderlinge duels» | Valencia 74' Mardones 81' |       | Dowie 6'      | Commonwealth Stadium, Edmonton Toeschouwers: 6.124 Scheidsrechter: Mike Seifert (CAN) |

|                                |                  |       |                        |                                                                                       |
| 28 mei 1995 «onderlinge duels» | Canada           | 1 – 2 | Chili                  | Commonwealth Stadium, Edmonton Toeschouwers: 17.047 Scheidsrechter: Tim Weyland (USA) |
| 28 mei 1995 «onderlinge duels» | Peschisolido 13' |       | Valencia 32' Salas 87' | Commonwealth Stadium, Edmonton Toeschouwers: 17.047 Scheidsrechter: Tim Weyland (USA) |

| Winnaar Canada Cup 1995 |
| ----------------------- |
|                         |
| Zuid-Korea 1e titel     |